# Synallaxe des tépuis
Cranioleuca demissa
Espèce
Statut de conservation UICN

 LC  : Préoccupation mineure
Le Synallaxe des tépuis (Cranioleuca demissa) est une espèce d'oiseaux de la famille des Furnariidae.
Cet oiseau fréquente les tepuys du Venezuela et régions limitrophes (Guyana et le Nord du Brésil).